# Буорка
Буорка (словац. Bôrka) — село в окрузі Рожнява Кошицького краю Словаччини. Площа села 23,74 км². Станом на 31 грудня 2016 року в селі проживало 565 жителів.

## Історія
Перші згадки про село датуються 1409 роком.

## Населення
| Рік:            | 1994. | 2004.    | 2014.    | 2024.    |
| --------------- | ----- | -------- | -------- | -------- |
| Кількість осіб: | 352   | 461      | 543      | 652      |
| Різниця:        |       | +30,96 % | +17,78 % | +20,07 % |

| Рік:            | 2023. | 2024.   |
| --------------- | ----- | ------- |
| Кількість осіб: | 646   | 652     |
| Різниця:        |       | +0,92 % |